# Антипин, Андрей Александрович
Андре́й Алекса́ндрович Антипин (19 августа 1984, село Подымахино, Усть-Кутский район, Иркутская область) — российский писатель. Член Союза писателей России.
В 2008 году заочно окончил факультет филологии и журналистики Иркутского государственного университета. Публиковался в журналах «Молоко», «Москва», «Наш современник», «Сибирь», «Юность». В 2012 году в Иркутске вышла первая книга — «Капли марта» («Издатель Сапронов»). Вторая книга — «Житейная история» («Сибирская книга», 2012). Лауреат премии Леонида Леонова журнала «Наш современник» (2010) и премии журнала «Наш современник» за лучшую публикацию 2013 года.
Живёт в родном селе.